# Ernst Weber (Politiker, 1906)
Ernst Weber (* 4. März 1906 in Zürich; † 5. Juni 1997 ebenda), reformiert, heimatberechtigt in Zürich, war ein Schweizer Politiker (SP).

## Biografie

### Familie und Beruf
Ernst Weber, Sohn des Angestellten der Trambetriebe Zürich Emil Weber und der Anna Rosine geborene Näf, absolvierte nach seinem Pflichtschulabschluss eine kaufmännische Lehre bei der Seilerei Denzler in Zürich. Ernst Weber war seit 1933 bei der Stadtverwaltung Zürich tätig, anfangs beim Arbeitsamt, später als Sekretär des Wohlfahrtsamtes sowie der Stiftung Wohnungsfürsorge für betagte Einwohner der Stadt Zürich, 1972 wurde er in den Ruhestand verabschiedet. 
Ernst Weber, der zweimal verheiratet war, verstarb 1997 im Alter von 91 Jahren in seiner Heimatstadt Zürich.

### Politische Laufbahn
Der der Sozialdemokratischen Partei (SP) beigetretene Ernst Weber gehörte von 1952 bis 1964 dem Zürcher Kantonsrat an, dem er in seinem letzten Amtsjahr als Präsident vorstand. 1963 wählte ihn das Volk in den Nationalrat, in dem er bis 1971 einsass. Zusätzlich präsidierte Weber von 1958 bis 1968 die Sozialdemokratische Partei des Kantons Zürich. Zuletzt übte Ernst Weber von 1967 bis 1975 das Amt des Zentralpräsidenten des sozialdemokratischen Schweizerischen Arbeiter-Turn- und Sportverbandes (SATUS) aus.